# Lellingeria militaris
Lellingeria militaris är en stensöteväxtart som först beskrevs av William Ralph Maxon, och fick sitt nu gällande namn av Alan Reid Smith och R. C. Moran. Lellingeria militaris ingår i släktet Lellingeria och familjen Polypodiaceae. Inga underarter finns listade.